# 1298 dans les croisades
- Mamelouks :            Al-Mansûr Husam ad-Dîn Lajin

Cette page regroupe les évènements concernant les Croisades qui sont survenus en 1298 :
- 6 janvier : Smbat, roi d'Arménie est détrôné par son frère Constantin III qui l'emprisonne, puis l'exile à Byzance[1].
- 23 juillet : Thoros III est assassiné sur l'ordre de son frère Smbat[2].